# Aargletscherna
Aargletscherna (ty. die Aargletscher) är ofantliga ismassor i östra delen av Bern-Alperna, från vilka floden Aare leder sitt ursprung. De indelas i Ober-, Unter-, Lauter- och Finster-Aargletscherna.